# Félgerinchúrosok
A félgerinchúrosok (Hemichordata) az állatok (Animalia) egy törzse, a kutatók szerint a tüskésbőrűek közeli rokonságába tartoznak. Az alsó vagy középső-kambrium időszakban jelentek meg. Jelenleg két nagy csoportjuk van: a makkférgek és a Pterobranchia, ahová ma a graptolitákat is sorolják.
Az alig 90 fajt felölelő tengeri csoport képviselőinek közös jellemzője, hogy a szájnyílás mögötti bélszakaszból egy előre irányuló képződmény veszi kezdetét, amelynek sejttani képe hasonlít a gerinchúréhoz. Napjainkban a kutatók többsége már úgy véli, az említett képződmény nem tekinthető gerinchúrnak.
A félgerinchúrosok többsége szűrögető, de üledékevő fajok is ismertek. Szájnyílásuk a hasi oldalon, általában a test közepének közelében helyezkedik el. Légzőszervük kopoltyúbél (béleredetű kopoltyú), egyes fajoknál további képződmények (kopoltyúzacskó, kopoltyúrés) figyelhetők meg. Keringésük központja a szív. A magányosan vagy telepekben élő félgerinchúrosok többsége váltivarú, megtermékenyítésük külső, de ivartalanul (bimbózás) is képesek szaporodni.
A makkférgek nevezetesek arról, hogy számos halogénezett fenol és pirrol-származékot halmoznak fel, illetve termelnek. A Pterobrnchiák közösségeket alkotva folytatnak szűrögető életmódot, egy közös, kollagénes csőszerű szerkezetben, coeneciumban. Egyes félgerinchúrosok, például a Torquatoroidae tagjai pedig lebontó szervezetek.

## Anatómia
Az állatok testének meghatározó szerve az izomzat. A hosszanti tengelyük hármas tagolású: legelöl a metaszóma, középen a mezoszóma és hátul a proszóma található.

A Saccoglossus kowalevskii testének felépítése
proboscis – ormány
collar – nyak
trunk – törzs
kidney – vese
heart – szív
stomocord – bélhúr
mouth – száj
dorsal vessel – háti ér
ventral vessel – hasi ér
gill slits – kopoltyúrések

A makkférgek teste, mint a nevük is mutatja, féregszerű, emellett hármas tagolású: az elülső részen található az ormány, középen a nyak és a hátsó részen a törzs. Az ormány egy izmos, csillókkal borított szerv, ami a mozgásban és a táplálék begyűjtésében játszik szerepet. A száj a nyak és az ormány között található. A nyak mögött az állat legnagyobb része, a törzs található. Ennek elején van a kopoltyúrésekkel tagolt garat. Ezután következik a nyelőcső, egy hosszú bél, majd a test végén a végbélnyílás. Itt találhatóak az ivarszervek is. A végbélnyílás mögött a Harrimaniidae család tagjainál egy farok is látható.
A Pterobranchiák ormánya egy izmos és csillókkal borított fejpajzzsá alakult, ezt a mozgás során és a coenecium kiválasztásban alkalmazzák. A mezoszóma egy (a Rhabdopleurák esetén) vagy több (a Cephalodiscus nemzetségben) párra tagolódik. Ezek a párok a táplálkozásban egyfajta csápokként vesznek részt. A metaszóma, azaz a törzs egy hurkokba rendeződő bélrendszert és az ivarszerveket tartalmazza. Ezenkívül innen indul ki egy összehúzódásra képes szár, amin keresztül a bimbózással szaporodó telep egyedeit köti össze. A Cephalodsicus nemzetség esetén a sarjak a kifejlődésükkor leválnak erről a szárról, míg a Rhabdopleura nembéli egyedek tartós kolóniákat alkotnak.
Az előbél egy szakasza a bélhúrt alkotja, amit régebben a gerinchúrból származtattak le, de valószínűbb, hogy konvergens evolúció eredményeként alakult, mintsem homológiáról lenne szó.
Egyes fajok kalcium-karbonátot biomineralizálnak. A keringési rendszerük nyílt, a szív háti helyzetű.

## Egyedfejlődés

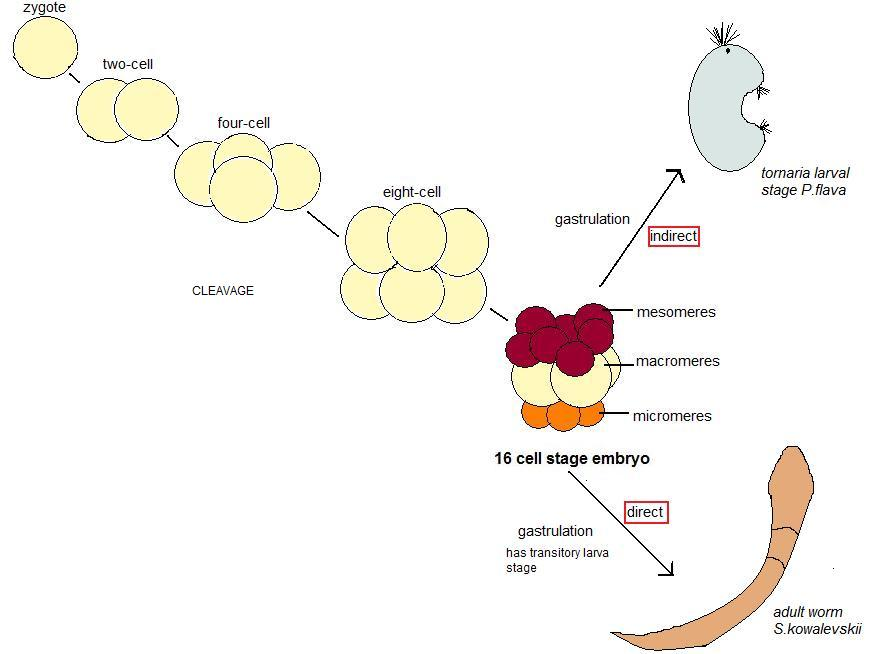
Az embrionális fejlődés vázlata a P. flava és S. kowalevskii félgerinchúrosokban

A tüskésbőrűekkel együtt a félgerinchúrosok az Ambulacraria törzset alkotják. Ez a gerincesek törzsének a legközelebbi filogenetikai rokona, így ezek a tengeri férgek a gerincesek eredetének tanulmányozásában jelentős szerepet játszanak. Számos fajuk van, mérsékleten változatos embriológiával. A félgerinchúrosok klasszikusan ivarosan és ivartalanul is képesek szaporodni. A félgerinchúrosok törzse két osztályra tagolódik: az enteropneusta és a pterobranchia férgekre.
A makkférgeknek két egyedfejlődési stratégiájuk van: direkt és indirekt. Az indirekt fejlődés esetén egy úszó tornária lárva jön létre, amely planktonnal táplálkozik, mígnem kifejlett féreggé alakul át. A leginkább tanulmányozott Pterobranchia nem a Rhabdopleura.

Alább két népszerű faj, a Saccoglossus kowalevskii és a Ptychodera flava egyedfejlődését tekintjük át. Előbbi direkt, utóbbi indirekt egyedfejlődési utat jár be. A legtöbb részletet a közvetlen fejlődéről adjuk meg.

### Saccoglossus kowalevskii
A S. Kowalevskii petéi oválisak, amíg meg nem termékenyülnek, ezután gömb alakúvá válnak. Az első osztódás az animálistól a vegetális pólus irányában történik, és általában egyenlő mértékű, de nem ritka az egyenlőtlen sem. A második osztódás eléri a négysejtes állapotot, ez is az animálistól a vegetális pólus irányában történik, és szintén előfordul nem egyenértékű barázdálódás. A harmadik barázdálódási osztódás szélességi helyzetű, így a négysejtes embrió minden sejtje kétsejtes egységet képez. A negyedi osztódás először az animális végen történik, így jön létre a nem sugarasan szimmetrikus blasztomer, amit mezomernek is neveznek. Ezután történik a vegetális vég osztódása, ennek során négy nagy és négy kisméretű blasztomer, a makromer és a mikromer jönnek létre. Az ötödik, hatodik és hetedik barázdálódás ugyanígy először az animális, majd a vegetális részen történik, végül egy 128 sejtes embrió keletkezik, ami ezután hólyagcsírává alakul. Ebből aztán a lárva testterve alakítja ki a kifejlett állatot.

### Ptychodera flava
A barázdálódás korai szakasza hasonlít a Saccoglossus kowalevskii azonos szakaszával. Az első és a második osztódás egymásra merőleges, és mind az animális, mind a vegetális pólust magába foglalja. A harmadik lépés egyenlő és ekvatoriális, ezért az embriónak négy blasztomérája lesz, mind az animális, mind a vegetális póluson. A negyedik barázdálódási lépés főleg az animális végen megy végbe, az osztódás transzverzális, így nyolc blasztomérája lesz az embriónak. A vegetális végen történik a következő barázdálódási lépés, ami ekvatoriálisan, de egyenlőtlenül megy végbe, ezzel jön létre a négy mikro és a négy makroméra. Ezzel az embrió 16 sejtes állapotba jutott, van négy vegetális mikromérája, nyolc animális blasztomérája és négy makromérája. A továbbiakban a létrejött hólyagcsíra tovább alakul, és gasztrulálódik. A mezomérából ezután a lárva kültakarója alakul ki, és úgy látszik, a blasztoméra ebben szerepet játszik, de ennek megvalósulása embriónként változó. A makromérák a lárva farkvégi kültakaróját alkotják, míg a vegetális mikromérák a belső szöveteket hozzák létre. Tanulmányok szerint a kettő és négysejtes fázis után is tornária lárva születik, így a blasztomérák fejlődése nincs ez után jól meghatározva.

### A háti-hasi elrendeződés genetikai szabályozása
A félgerinchúrosokon végzett genetikai vizsgálatok döntő többségét a gerincesekkel való összehasonlítás végett végezték, így az azonosított genetikai markerek jelentős többsége a gerincesekével azonos vagy legalább homológ. A használt S. kowalevskii bmp-szerű faktora homológ az ecetmuslica dpp-faktorával, és a háti-hasi elrendeződésben játszik szerepet. A bmp2/4 kifejeződése a gasztrulációval kezdődik az ektodermális részen, majd leszűkül a háti részre, de nem fejeződik ki a végbél utáni farokrészen. A bmp-antagonista chordin az endodermális rétegben kifejeződik. Ezen túl több olyan molekula, például a netrin, is megjelenik, melyekről szintén tudott, hogy a háti-hasi elrendeződésben szerepet játszanak. Ebből az 1. és 2. osztályba tartozó netrinek találhatóak meg, amik egyben az idegrendszer felépítésében is részt vesznek a gerincesek esetében. Azonban a gerincesek Shh molekulája helyett a S. kowalevskii csak egy hh molekulát tartalmaz, és az is szokatlna helyen expresszálódik, nem a gerinceseknék megszokott középvonalon.

## Osztályozás

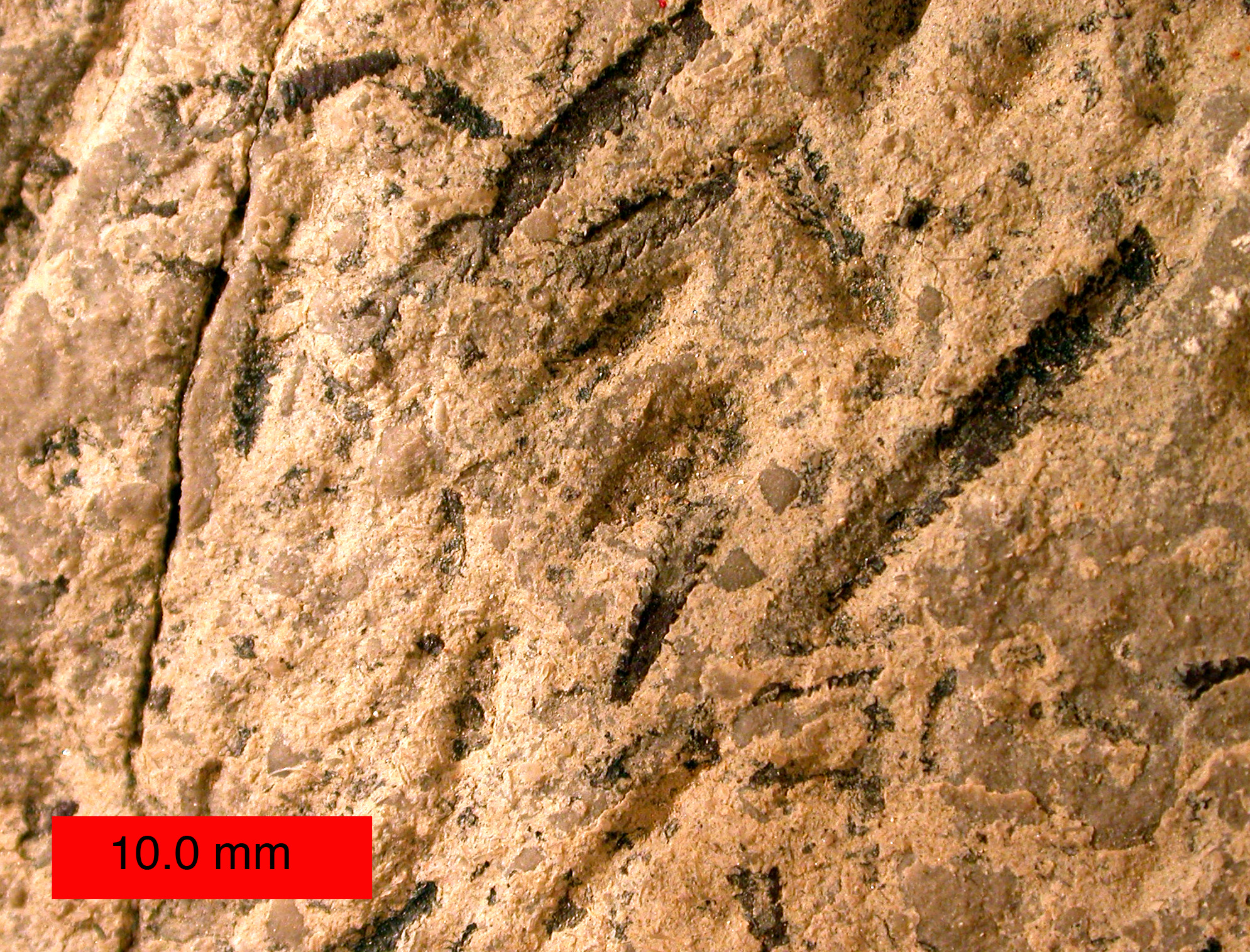
Amplexograptus, egy graptolita félgerinchúros Ordovícium kori fosszíliája Caney Springs mellől, Tennessee államban.

A félgerinchúrosokat az Enteropneusta osztályba, amiket makkférgeknek is neveznek, és a Pterobranchia osztályba sorolják. Valószínűleg utóbbiba tartoznak a Graptoliták is. Egy harmadik osztályt, a Planctosphaeroidákat egyetlen faj lárvája alapján határoztak meg. Összesen mintegy 130 fajt sorolnak a törzsbe. A félgerinchúrosok törzse feltehetőleg a Tüskésbőrűek testvérecsoportja az Ambulacraria kládban , a bazális csoport pedig talán a Xenoturbellida.
Elképzelhető, hogy a Pterobranchia valójában az Enteropneusta osztályból vált ki, ebben az esetben a makkférgek osztálya parafiletikus. Lehetséges, hogy a kihalt Etocystis szervezet is a félgerinchúrosok közé tartozik, ekkor a Pterobranchiák közeli rokona, esetleg tagja lehetett.
Félgerinchúrosokat folyamatosan fedeznek fel a tengerekben, különösen a mélytengeri területeken.

### Filogenezis
A félgerinchúrosok leszármazási fája:
|            | Fejgerinchúrosok                                                         |
|            |                                                                          |
| Olfactores | \| \| Előgerinchúrosok \| \| \| \| \| \| Gerincesek/Craniata \| \| \| \| |
|            | \| \| Előgerinchúrosok \| \| \| \| \| \| Gerincesek/Craniata \| \| \| \| |
|            | Előgerinchúrosok                                                         |
|            |                                                                          |
|            | Gerincesek/Craniata                                                      |
|            |                                                                          |

|  | Előgerinchúrosok    |
|  |                     |
|  | Gerincesek/Craniata |
|  |                     |

|  | Tüskésbőrűek     |
|  |                  |
|  | Félgerinchúrosok |
|  |                  |

|            | Fejgerinchúrosok                                                         |
|            |                                                                          |
| Olfactores | \| \| Előgerinchúrosok \| \| \| \| \| \| Gerincesek/Craniata \| \| \| \| |
|            | \| \| Előgerinchúrosok \| \| \| \| \| \| Gerincesek/Craniata \| \| \| \| |
|            | Előgerinchúrosok                                                         |
|            |                                                                          |
|            | Gerincesek/Craniata                                                      |
|            |                                                                          |

|  | Előgerinchúrosok    |
|  |                     |
|  | Gerincesek/Craniata |
|  |                     |

|  | Tüskésbőrűek     |
|  |                  |
|  | Félgerinchúrosok |
|  |                  |

A törzs felépítése a 16S +18S rRNS szekvenálás szerint a következő:

|  | Spengeliidae                                                      |
|  |                                                                   |
|  | \| \| Torquaratoridae \| \| \| \| \| \| Ptychoderidae \| \| \| \| |
|  |                                                                   |
|  | Torquaratoridae                                                   |
|  |                                                                   |
|  | Ptychoderidae                                                     |
|  |                                                                   |

|  | Torquaratoridae |
|  |                 |
|  | Ptychoderidae   |
|  |                 |

|  | Spengeliidae                                                      |
|  |                                                                   |
|  | \| \| Torquaratoridae \| \| \| \| \| \| Ptychoderidae \| \| \| \| |
|  |                                                                   |
|  | Torquaratoridae                                                   |
|  |                                                                   |
|  | Ptychoderidae                                                     |
|  |                                                                   |

|  | Torquaratoridae |
|  |                 |
|  | Ptychoderidae   |
|  |                 |

|  | Spengeliidae                                                      |
|  |                                                                   |
|  | \| \| Torquaratoridae \| \| \| \| \| \| Ptychoderidae \| \| \| \| |
|  |                                                                   |
|  | Torquaratoridae                                                   |
|  |                                                                   |
|  | Ptychoderidae                                                     |
|  |                                                                   |

|  | Torquaratoridae |
|  |                 |
|  | Ptychoderidae   |
|  |                 |

|  | Spengeliidae                                                      |
|  |                                                                   |
|  | \| \| Torquaratoridae \| \| \| \| \| \| Ptychoderidae \| \| \| \| |
|  |                                                                   |
|  | Torquaratoridae                                                   |
|  |                                                                   |
|  | Ptychoderidae                                                     |
|  |                                                                   |

|  | Torquaratoridae |
|  |                 |
|  | Ptychoderidae   |
|  |                 |

|                  | Rhabdopleurida                                                |
|                  |                                                               |
| †Eugraptolithina | \| \| †Dendroidea \| \| \| \| \| \| †Graptoloidea \| \| \| \| |
|                  | \| \| †Dendroidea \| \| \| \| \| \| †Graptoloidea \| \| \| \| |
|                  | †Dendroidea                                                   |
|                  |                                                               |
|                  | †Graptoloidea                                                 |
|                  |                                                               |

|  | †Dendroidea   |
|  |               |
|  | †Graptoloidea |
|  |               |

|                  | Rhabdopleurida                                                |
|                  |                                                               |
| †Eugraptolithina | \| \| †Dendroidea \| \| \| \| \| \| †Graptoloidea \| \| \| \| |
|                  | \| \| †Dendroidea \| \| \| \| \| \| †Graptoloidea \| \| \| \| |
|                  | †Dendroidea                                                   |
|                  |                                                               |
|                  | †Graptoloidea                                                 |
|                  |                                                               |

|  | †Dendroidea   |
|  |               |
|  | †Graptoloidea |
|  |               |

|  | Spengeliidae                                                      |
|  |                                                                   |
|  | \| \| Torquaratoridae \| \| \| \| \| \| Ptychoderidae \| \| \| \| |
|  |                                                                   |
|  | Torquaratoridae                                                   |
|  |                                                                   |
|  | Ptychoderidae                                                     |
|  |                                                                   |

|  | Torquaratoridae |
|  |                 |
|  | Ptychoderidae   |
|  |                 |

|  | Spengeliidae                                                      |
|  |                                                                   |
|  | \| \| Torquaratoridae \| \| \| \| \| \| Ptychoderidae \| \| \| \| |
|  |                                                                   |
|  | Torquaratoridae                                                   |
|  |                                                                   |
|  | Ptychoderidae                                                     |
|  |                                                                   |

|  | Torquaratoridae |
|  |                 |
|  | Ptychoderidae   |
|  |                 |

|  | Spengeliidae                                                      |
|  |                                                                   |
|  | \| \| Torquaratoridae \| \| \| \| \| \| Ptychoderidae \| \| \| \| |
|  |                                                                   |
|  | Torquaratoridae                                                   |
|  |                                                                   |
|  | Ptychoderidae                                                     |
|  |                                                                   |

|  | Torquaratoridae |
|  |                 |
|  | Ptychoderidae   |
|  |                 |

|  | Spengeliidae                                                      |
|  |                                                                   |
|  | \| \| Torquaratoridae \| \| \| \| \| \| Ptychoderidae \| \| \| \| |
|  |                                                                   |
|  | Torquaratoridae                                                   |
|  |                                                                   |
|  | Ptychoderidae                                                     |
|  |                                                                   |

|  | Torquaratoridae |
|  |                 |
|  | Ptychoderidae   |
|  |                 |

|                  | Rhabdopleurida                                                |
|                  |                                                               |
| †Eugraptolithina | \| \| †Dendroidea \| \| \| \| \| \| †Graptoloidea \| \| \| \| |
|                  | \| \| †Dendroidea \| \| \| \| \| \| †Graptoloidea \| \| \| \| |
|                  | †Dendroidea                                                   |
|                  |                                                               |
|                  | †Graptoloidea                                                 |
|                  |                                                               |

|  | †Dendroidea   |
|  |               |
|  | †Graptoloidea |
|  |               |

|                  | Rhabdopleurida                                                |
|                  |                                                               |
| †Eugraptolithina | \| \| †Dendroidea \| \| \| \| \| \| †Graptoloidea \| \| \| \| |
|                  | \| \| †Dendroidea \| \| \| \| \| \| †Graptoloidea \| \| \| \| |
|                  | †Dendroidea                                                   |
|                  |                                                               |
|                  | †Graptoloidea                                                 |
|                  |                                                               |

|  | †Dendroidea   |
|  |               |
|  | †Graptoloidea |
|  |               |

## Fordítás
- Ez a szócikk részben vagy egészben  a   Hemichordate című angol Wikipédia-szócikk ezen változatának fordításán alapul.  Az eredeti cikk szerkesztőit annak laptörténete sorolja fel. Ez a jelzés csupán a megfogalmazás eredetét és a szerzői jogokat jelzi, nem szolgál a cikkben szereplő információk forrásmegjelöléseként.